# Finmag
Finmag je český magazín zaměřující se na společenská témata s ekonomickým a politickým přesahem. Vydavatelem je společnost NextPage Media spadající pod českou finančně poradenskou společnost Partners Financial Services.
Magazín vycházel v tištěné podobě od svého vzniku v roce 2008 do roku 2010. Od roku 2015 byl tištěný Finmag znovu obnoven v novém formátu, který vychází jednou za dva měsíce. Do konce roku 2021 ho jako šéfredaktor vedl Ondřej Tůma, pod vedením Adély Vopěnkové se časopis v roce 2022 představil v nové podobě a s novým logem. 
Od počátku má tištěný magazín i svou online podobu. Od roku 2017 do začátku 2021 byl šéfredaktorem webu Finmag.cz Michal Kašpárek, pod jehož vedením web otevíral hlavně společenská témata. Po jeho odchodu z vydavatelství převzal vedení webu šéfredaktor tištěného Finmagu Ondřej Tůma, pod nímž web prodělal významný redesign. Od roku 2022 web v roli šéfredaktora vede bývalý editor týdeníku Euro Michal Hron, editorem je Adam Štěpánek. Dnes se web profiluje zejména skrze ekonomická témata, která podává zábavnou a populární formou, ale i aktuálními komentáři významných autorů.
Návštěvnost webu pravidelně přesahuje hranici 500 tisíc reálných uživatelů, v září 2022 přesáhl milion RU.[zdroj?] Počet zobrazení stránky je 600 tisíc+ za měsíc.[zdroj?] Tištěná verze vychází v nákladu 10 000 kusů.[zdroj?]
Magazín na svém obsahu spolupracuje například s Pavlem Jéglem, Adamem Gebrianem, Jankem Rubešem, Markem Hudemou, Dominikem Stroukalem. Pavlem Kohoutem a řadou dalších autorů.[zdroj?]